# Райан, Ли
Ли Райан (англ. Lee Ryan) — британский музыкант, певец (ультра-лирический тенор) и актёр. Участник группы Blue.

## Биография

### Ранние годы
Ли Джон Райан родился в 1983 году, в городе Чатем, недалеко от Лондона. Мать и отец развелись, когда ему было пять лет. В детском возрасте у Ли обнаружили дислексию.
Во время обучения в школе у Ли были проблемы, он говорил, что ненавидел преподавателей. В юном возрасте принял решение об устройстве на работу. Опробовав множество профессий, в итоге Ли осознал, что хочет заниматься пением.

### Карьера
В 17-летнем возрасте (2001 год) пытался записаться в Holby City, а на отборе познакомился с Данканом и остальными парнями. Они в результате и создали группу. Дебютный альбом, под названием «All Rise». Было продано более 3 млн копий. В 2002 году Blue выпускает вторую пластинку — «One love». Хиты: «One love», «Curtain falls», «If you come back», «Breath easy» (написанная Ли). Критики утверждали, что именно Ли является основой коллектива, его стержнем. Ли окрестили новым Робби Уильямсом.
Через какое-то время Райан стал завсегдатаем лондонских пивнушек. Его поведение было непредсказуемым, порой аморальным. Драки, пьянство и женщины — единственное, что представляло для него тогда интерес. Британская пресса обрела в его лице долгожданный материал — безбашенный персонаж, лишённый «тормозов».
Тяжёлый период жизни закончился для молодого человека автомобильной катастрофой. Немедленная пересадка кожи, сложнейшая операция и везение помогли ему выжить и продолжить карьеру. Большую роль в столь непростой ситуации сыграла поддержка близких людей.
После очередного успешного альбома «Guilty» Blue распались. Но Ли не прекратил свою карьеру и уже в 2005 году выпустил дебютник  — «Lee Ryan». Альбом был записан в стиле Pop Soul. Хитами стали песни: «Army of lovers», «Turn your car around», «When I think of love» и т. д. Альбом вошёл в десятку лидеров британских чартов.
Ожидается выход второго альбома Ли, в который войдут такие песни, как «Beautiful spiritual», «Peaches», «Suffice to say», «More like diamonds», «You give me wings» и другие. Многие из них заметно отличаются по стилю исполнения от его предыдущих песен.
Помимо исполнения песен, Ли снимается в кино. В 2008 году он появился в фильме Маркуса Варрена «The Heavy».
Параллельно со «звуковым» успехом, Ли принялся работать над имиджем — теперь певец важное «лицо» титулованной компании «Dolce&Gabbana». Также «baby blue» засветился в роли актёра — принял участие в эпизодах фильма Маркуса Уоррена «The Heavy».
Ли считает, что звёздная болезнь их группе чужда, вот его высказывание на эту тему: «Мы не недоступные парни, мы не строим из себя больших звезд. Мы натуральные. Недавно мы были в клубе, к нам подошли девчонки и спросили: вы группа? А мы ответили, что мы студенты. Мы делаем это для того, чтобы люди чувствовали, что мы такие же, как и они, ведь это так и есть».

### Личная жизнь
В 2007 году у Ли и его девушки Джессики Кивил родилась дочь Блубелл Райан.
В июне 2008 года состоялась помолвка Ли с парикмахером Самантой Миллер (Samantha Miller). 30 ноября 2008 года у пары родился сын Рэйн Райан. В 2010 году Ли и Миллер расстались.
C 2020 года состоит в отношениях с Верити Пэрис. В июне 2021 года у пары родилась дочь.

## Дискография
- Lee Ryan — Lee Ryan 2005
- Beautiful Spiritual 2008
- I Am Who I Am EP 2010